# Кишечный сок
Кише́чный сок (лат. succus entericus) — секрет желез слизистой оболочки кишечника у некоторых беспозвоночных и всех позвоночных, участвует в процессе пищеварения. Представляет собой бесцветную или желтоватую жидкость со щелочной реакцией, с комочками из слизи и слущенных клеток эпителия. Открытие энтерокиназы Н. П. Шеповальниковым (учеником И. П. Павлова) и последующее обнаружение ферментов в составе плотной части кишечного сока подтвердило исключительную роль некоторых его агентов в пищеварении.

## Описание
Секретируется Либеркюновыми железами и выделяется ими в просвет тонкой кишки. Он содержит до 2,5 % твёрдых веществ, белков, свёртывающихся от жара, ферменты и соли, между которыми особенно преобладает сода, придающая всему соку резко щелочную реакцию. При прибавлении к кишечному соку кислот он закипает, вследствие освобождения пузырьков углекислоты. Эта щелочная реакция имеет, по-видимому, высокое физиологическое значение, так как ею нейтрализуется свободная соляная кислота желудочного сока, которая могла бы оказывать вредное действие на организм не только со стороны нарушения пищеварительных процессов, протекающих в кишечном канале и требующих обыкновенно щелочной реакции, но и, попав в ткани, могла бы нарушить нормальное течение обмена веществ в теле.

## Исследования функции в организме
Прежде кишечному соку приписывали весьма разнообразные пищеварительные функции — переваривание и белков, и углеводов, даже жиров; но выводы эти ограничивались все больше и больше, по мере усовершенствования способов добывания чистого кишечного сока, без примеси желудочного сока, панкреатического и желчи. Наблюдения, произведенные многими авторами над случайными кишечными фистулами у людей, полны поэтому противоречий; только со времени введения кишечной фистулы Тири, при которой К. сок добывается только из изолированной от остального кишечного канала петли его (причем проходимость остального канала восстановлена соответствующей операцией), функции К. сока стали более ясными: в нём имеются главным образом фермент, превращающий тростниковый сахар в виноградный, так называемый инвертирующий фермент (Клод Бернар), фермент амилолитический, то есть превращающий крахмал в виноградный сахар (Клод Бернар). Роль инвертирующего фермента объясняется тем, что виноградный сахар, по Клоду Бернару, несравненно легче вступает в обмен веществ в теле, нежели тростниковый. Действие не только на все белки, но даже и на один только фибрин является сомнительным. Теперь существуют даже указания, отрицающие за кишечным соком и эти функции и утверждающие, что кишечные стенки или сами, или при помощи микроорганизмов выделяют только такие массы, которые, обволакивая кишечное содержимое, способствуют принятию ими все более и более характера фекальных масс (Герман, Цыбульский). Механизм выделения кишечного сока малоизвестен. По-видимому, непосредственное раздражение слизистой оболочки кишок обуславливает усиление отделения сока. Перерезка брыжеечных нервов, направляющихся к определенному участку кишок, хотя и вызывает накопление в нём жидкости, но есть ли эта последняя настоящий кишечный сок или просто транссудат из крови — остается нерешенным (Моро, Радзиевский). Пищеварительные функции этой жидкости сомнительны. Сок толстых кишок не оказывает химического действия на пищевые вещества; сомнительно, чтобы утверждение некоторых авторов насчет сахарифицирующего действия этого сока на крахмал оказалось верным. По заявлению Паладино, сок слепой кишки оказывает, однако, это действие у больших травоядных животных, и в особенности на ячменный крахмал. Сок Бруннеровых желез заключает, по-видимому, пепсин (Грюцнер), который, при прибавлении соляной кислоты, способен переваривать белки и переводить их в пептоны, подобно соку привратника желудка, однако этот факт приложим к собаке и свинье, но не к Бруннеровым железам кролика. Из сказанного с очевидностью следует, что пищеварительное действие К. сока, подобно всем остальным пищеварительным сокам, находится в зависимости от вида животного, от принимаемой им пищи и от разновидностей тех органических веществ, на которых испытывают пищеварительную силу сока.